# Municipio de San Bernardo Mixtepec
El municipio de San Bernardo Mixtepec es uno de los 570 municipios del estado mexicano de Oaxaca. Su cabecera es la localidad de San Bernardo Mixtepec.

## Ubicación
El municipio de San Bernardo Mixtepec se encuentra localizado a 16°49′ latitud norte y 96°54′ longitud oeste, a una altitud de 1600 m s.n.m. Pertenece al distrito de Zimatlán de Álvarez cuyas coordenadas geográficas son 16°52′ latitud norte y 96°47′ y se ubica a 1500 ms.n.m., Este distrito a su vez se localiza en el estado de Oaxaca que está a 18°39′ y 15°39′ longitud norte, 93°52′ y 98°32′ longitud oeste.
La estación meteorológica más cercana al municipio de San Bernardo Mixtepec se encuentra en el distrito de Zimatlán de Álvarez en cuya información destaca una precipitación anual de 689.6 mm y temperatura promedio anual de 20,7 °C.

## Características fisiográficas
El clima de Zimatlán está descrito como Bslh´(h) w(w) igw´´, este es un clima semicálido con temperatura media anual del mes más frío sobre 18 °C, la oscilación de las temperaturas promedio mensuales es de tipo isotermal (i) menor de 5 °C.
Para el municipio de San Bernardo Mixtepec se describe un tipo de clima semicálido subhúmedo con lluvias en verano, dentro de tal clasificación se pueden agrupar subtipos menos húmedos de los semicálidos subhúmedos con precipitación del mes más seco de 40mm. Dichos climas son: (A)C(wo)(w), con % de lluvia invernal menor a 5mm; (A) C(wo), con % de lluvia invernal entre 5 y10mm; por último se encuentra el clima (A)C(wo)(x´) con % de lluvia invernal mayor de 10,2m.
La temperatura de este municipio puede variar de 16 a 18 °C, con lo que respecta a la precipitación esta varía de 500 a 800 y de 700 a 800 mm anuales.

## Geología
Las rocas que predominan en este lugar son de tipo metamórfico, del periodo precámbrico, se trata de rocas ígneas extrusivas gneis.

## Edafología
Hasta el momento no se tiene información detallada acerca del tipo de suelo. Sin embargo, se obtuvo esta información: el regosol de forma general es el tipo de suelo que predomina en San Bernardo Mixtepec y se caracteriza por no presentar capas distintas, son claros y se parecen a la roca que les dio origen, se pueden presentar en muy diferentes climas y con diversos tipos de vegetación. Su susceptibilidad a la erosión es muy variable y depende del terreno en que se encuentren, este suelo tiene una fase física lítica y no cuenta con fase química.

## Vegetación y uso del suelo
En el Municipio de San Bernardo Mixtepec predomina el bosque de encino–pino, estos son comunidades de árboles de los géneros Quercus y Pinus con dominación del primero. Se desarrolla en diferentes condiciones ecológicas, siendo frecuentes en áreas forestales muy explotadas o en condiciones de disturbio del bosque de pino o pino-encino.
La agricultura es de temporal, esto es, terrenos cuyo ciclo vegetativo de los cultivos depende del agua de lluvia y se siembra en un 80% de los años.

## Educación y salud
Cuenta con 3 escuelas primarias:"Santos Degollado", "Policarpo T. Sánchez" y "Nicolás Bravo""siendo la más grande la Escuela Primaria Rural Federal "Nicolás Bravo" pero la escuela con más grado de educación es la Escuela primaria ”Santos Degollado" ;3 Jardines De Niños, una Telesecundaria, IEBO y un Centro de Salud. Los estudiantes que quieren cursar alguna licenciatura, ingeniería o Posgrado se ven en la necesidad de trasladarse a la ciudad de Oaxaca, otros estados o el D. F. destacando la Universidad Autónoma "Chapingo", en cuyas instalaciones se han formado varios ingenieros de nuestra población.Los Maestros de Educación Primaria con más antigüedad en el poblado son los Profesores Francisco Luis Torres y Guadalupe Bautista López, pues empezaron su Labor Educativa desde 1950.

## Costumbres
Fiesta patronal
Comienza con la víspera, que es el 18 de agosto. La fiesta como tal es los días 19, se lleva a cabo la calenda con vistosas marmotas con reparto de mezcal, tepache , el sabroso tejate  , madrinas acompañadas de los mayordomos, autoridades y banda de música de viento El 20 y 21 de agosto, amenizan grupos musicales de la región o del país; en dicha fiesta de comercializan artículos varios como juguetes, comida  dulces típicos frutos y productos de la región.
Celebración de Todos los Santos o Fieles Difuntos.
Todo comienza con los preparativos desde semanas antes. Se manda a encargar el pan, con los panaderos de la población, se compran los ingredientes para el chocolate y elmoleen las ciudades de Oaxaca y Zimatlán  , el 1 de noviembre muy de mañana las señoras con dichos ingredientes se encaminan a los molinos, uno de los más conocidos es el del señor Isidro Cruz donde muelen los ingredientes para el mole o para el chocolate, el mole debe estar listo para el almuerzo.
Mientras tanto los jefes de familia y los hijos se preparan con las flores de cempasúchil y comienzan a elaborar y adornar el altar, poniendo en él frutos, flores, golosinas y todo lo que en vida gustaba a los familiares finados.
Se tiene la creencia de que el día primero llegan los angelitos a las doce del día y se van a las doce del día siguiente; para lo cual se marca un  "caminito" con pétalos de cempasúchil, desde la calle principal hasta el altar de cada casa y después, el día dos llegan los difuntos mayores.Siendo éste el primer día - de cinco- que bailan los "viejos" en la cancha municipal. Actualmente se está dando un fenómeno de aculturación en esta celebración, ya que algunos ciudadanos radicados principalmente en la ciudad de Oaxaca, seguidos por algunos pobladores han organizado una "muerteada" a la usansa de algunas poblaciones del valle de Etla. Dicha "muerteada" es muy ruidosa y vistosa y sus disfraces muy bien caracterizados, pero nada tienen que ver con las tradiciones y costumbres de la población, poniéndolas en riesgo e influyendo negativamente en el pensamiento, con la consecuente pérdida de identidad de las nuevas generaciones .